# 1-Wire

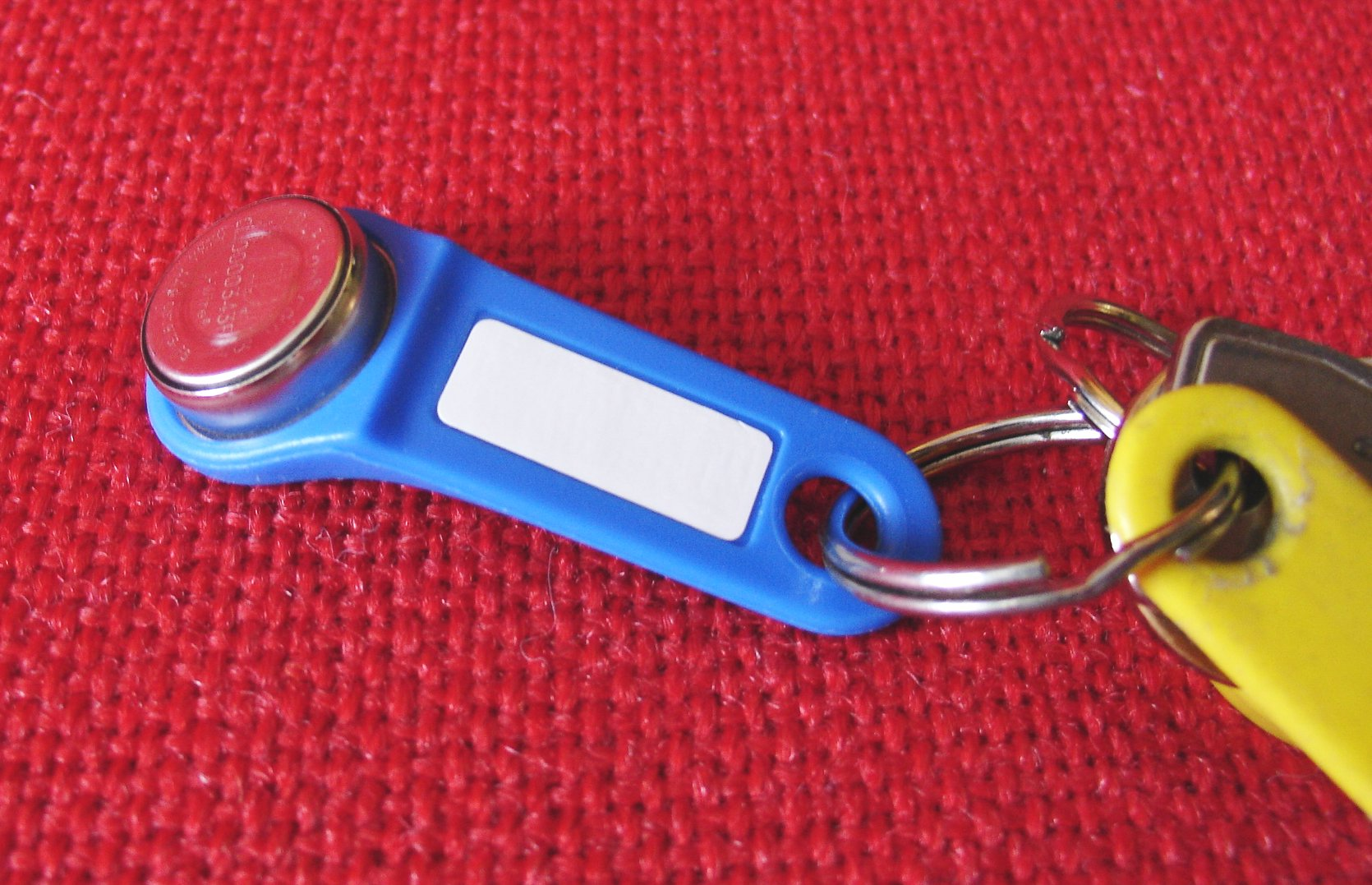
1-Wire

1-Wire는 단일 도체를 통해 저속(16.3kbit/s) 데이터 통신과 공급 전압을 제공하는 Dallas Semiconductor에서 설계한 유선 반이중 직렬 버스이다.
1-Wire는 개념상 I²C와 유사하지만 데이터 전송률이 낮고 범위가 더 길다. 일반적으로 디지털 온도계 및 기상 관측기와 같은 작고 저렴한 장치와 통신하는 데 사용된다. 연결된 마스터 장치가 있는 1-Wire 장치의 네트워크를 MicroLAN이라고 한다. 이 프로토콜은 댈러스 키(Dallas key) 또는 iButton으로 알려진 작은 전자 키에도 사용된다.
이 버스의 특징 중 하나는 데이터와 접지라는 두 개의 도체만 사용할 수 있다는 것이다. 이를 달성하기 위해 1-Wire 장치는 전하를 저장하는 소형 축전기(~800pF)를 통합하여 데이터 라인이 활성화된 기간 동안 장치에 전력을 공급한다.